# Архидай (диадох)
Архидай (на старогръцки: Aρριδαιoς or Aριδαιoς, Arrhidaios) е диадох на Александър Велики.
След смъртта на Александър през 323 г. пр. Хр. Архидай трябва да пренесе трупа му от Вавилон в египетския оазис Сива. Шествието може да започне едва след завършване на саркофага през 321 г. пр. Хр. В Сирия тръгва да го посреща обаче Атал, който по нареждане на регента на империята Пердика, трябва да поеме трупа и да го закара в македонска Еге. С помощта на Птолемей I, владетелят на Египет, той успява да избегне срещата с Атал и води шествието успешно на определеното място.
През 320 г. пр. Хр. след убийството на Пердика, по настояване на Птолемей I, регентството е поето от Питон и Архидай. Малко след това на конференцията в Трипарадис (в Сирия), по искане на Евридика II, за регент на Македония е избран Антипатър. При раздаването на провинциите той получава хелеспонтска Фригия, а Питон получава отново Мидия.
През 319 г. пр. Хр., след смъртта на Антипатър той прави неуспешен опит да нападне Кицикос. Антигон се възползва от това и му взема сатрапията. Архидай абдакира и се оттегля в Киос.